# Damjan Pavlović
Damjan Pavlović, född 9 juli 2001, är en belgisk-serbisk fotbollsspelare som spelar för FK Kauno Žalgiris.

## Karriär
Den 25 januari 2023 lånades Pavlović ut av Rijeka till Degerfors IF på ett säsongslån.